# Марія Анна Австрійська (1718–1744)
Марія Анна Австрійська (нім. Maria Anna von Österreich), повне ім'я Марія Анна Елеонора Вільгельміна Йозефа Австрійська (нім. Maria Anna Eleonore Wilhelmine Josepha von Österreich), (18 вересня 1718 —  16 грудня 1744) — австрійська ерцгерцогиня з династії Габсбургів, донька імператора Священної Римської імперії Карла VI та принцеси Брауншвейг-Вольфенбюттельської Єлизавети Крістіни, дружина принца Карла Лотаринзького. Молодша сестра імператриці Марії Терезії.
Штатгальтерка Австрійських Нідерландів у 1744 році (разом із чоловіком). Її правління припало на часи Війни за австрійську спадщину.
Померла невдовзі після народження дитини.

## Біографія

### Дитинство та юність
Марія Анна народилась 18 вересня 1718 року у палаці Гофбург у Відні. Була третьою дитиною та другою донькою в родині імператора Священної Римської імперії Карла VI та його дружини Єлизавети Крістіни Брауншвейг-Вольфенбюттельської. Своє ім'я отримала на честь Марії Анни Австрійської, королеви Португалії. Однією з хрещених новонародженої була її тітка Марія Йозефа. Хрестини з великим блиском відзначалися у Відні, урочистості пройшли також у Брюсселі в Австрійських Нідерландах. Поява дівчинки, однак, не була радо зустрінута батьком, який чекав сина. Лише через кілька місяців він почав ставитися до дівчинки з ніжністю, називаючи Маріандль.

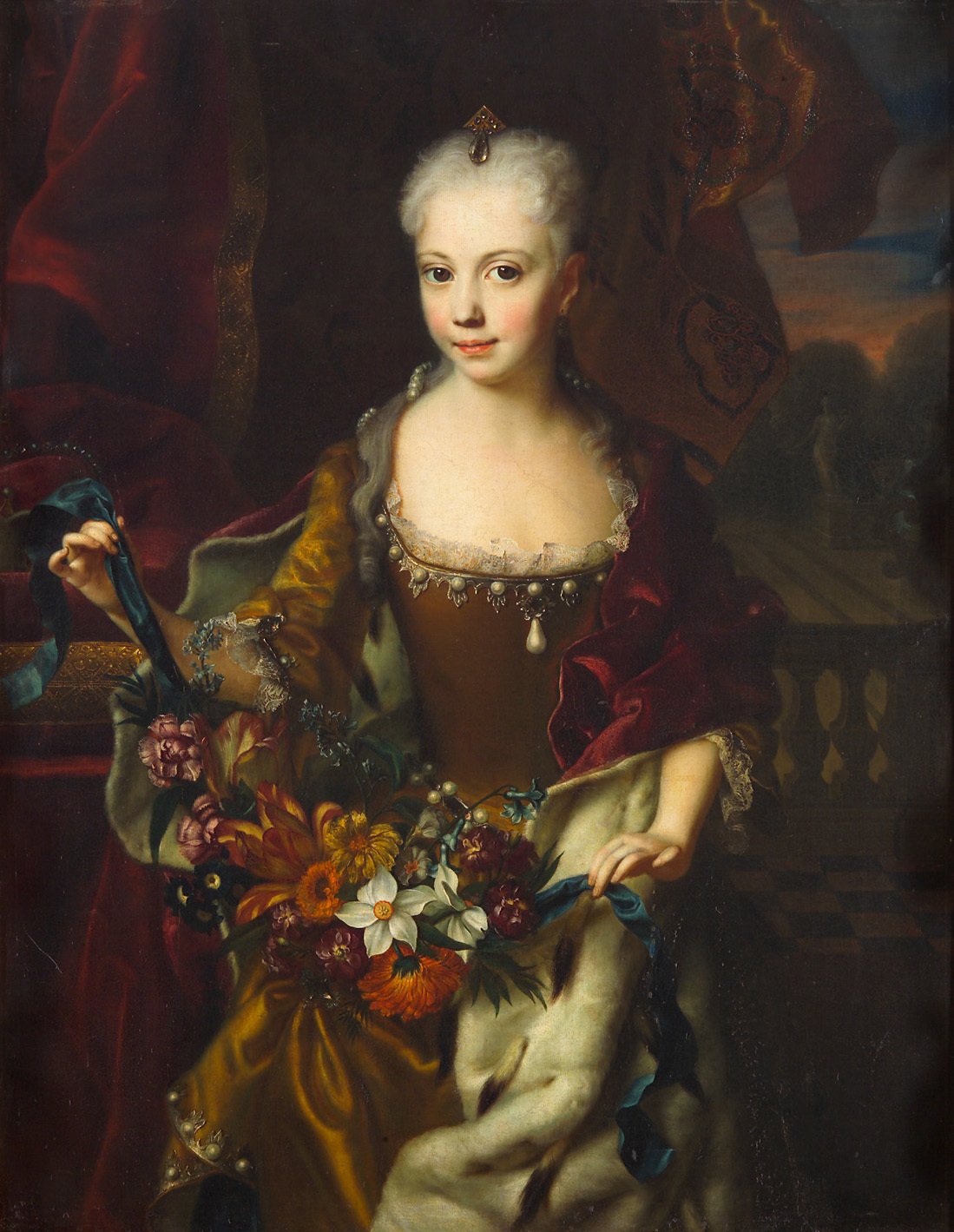
Портрет Марії Анни в дитячому віці пензля А. Моллера, 1727, Музей історії мистецтв

Мала старшу сестру Марію Терезію. Старший брат Леопольд Йоганн, проживши всього сім місяців, помер до її народження. Невдовзі у дівчаток з'явилась молодша сестра Марія Амалія, яка прожила шість років.
Родинне середовище було радше буржуазним, ніж аристократичним. Матір ерцгерцогині описувалася як розсудлива, скромна та старанна жінка, вправна у музиці та полюванні, яка добре виконувала свої представницькі обов'язки. Мала добрі стосунки із родичками чоловіка. З часом, рецепти щодо зачаття ще одного сина підірвали її здоров'я, і вона стала надміру товстою. Карл проте турбувався про її стан, хоча і мав коханок.
Ще до народження Марії Анни, її батько видав Прагматичну санкцію, яка забезпечувала його донькам престол у разі відсутності спадкоємця чоловічої статі. У 1720—1724 роках закон була визнаний становими сеймами імперії. Текст санкції було опубліковано 6 грудня 1724 року. Від початку вона була визнана майже усіма провідними країнами Європи.
У 1725 році велися переговори щодо майбутнього шлюбу Марії Анни та інфанта Філіпа, третього сина короля Іспанії Філіпа V. Цей союз мав на меті укріпити зв'язки між Австрією та Іспанією, де віднедавна вцарювалися Бурбони. 30 квітня 1725 року між країнами було підписано договір, згідно якого Австрія відмовлялася від претензій на іспанський трон, Іспанія натомість зобов'язувалася дотримуватися Прагматичної санкції. Англо-іспанська війна внесла корективи в міжнародну політику, і проект цього шлюбу був скасований.
Освіту Марія Анна здобувала при імператорському дворі Відня. Її гувернанткою була графиня-удова Турн-унд-Таксіс, уроджена графиня Суше. Від 1728 року ерцгерцогинь навчала етикету графиня Кароліна фон Фукс-Моллард, яка мала з ними теплі стосунки. Оскільки батько все ще очікував на появу сина, дівчатка не вводилися у курс державних справ, а навчалися мовам, малюванню, живопису, музиці й танцям — типовим дисциплінам того часу, необхідним для ролі дружини.
У 1736 році Марія Терезія вийшла заміж за герцога Лотарингії Франца Стефана. З часом Марія Анна закохалася у молодшого брата чоловіка своєї сестри, Карла Лотаринзького. Батько, однак, не бажав давати згоди на цей шлюб через політичну незначущість потенційного зятя. Лише після його смерті та тривалих переговорів Марія Терезія дозволила союз молодих людей. Єлизавета Крістіна також схвалила вибір доньки.

### Шлюб

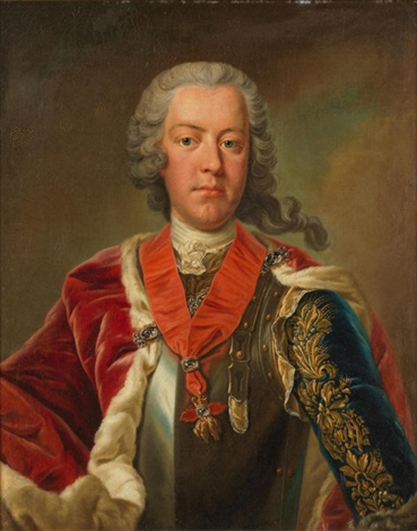
Портрет Карла Лотаринзького пензля Мартіна ван Майтенса

У віці 25 років Марія Анна взяла шлюб із 31-річним принцом Карлом Лотаринзьким, після того як було отримано дозвіл Папи Римського. Наречений мав чин фельдмаршала та вже був ветераном російсько-турецької та австро-прусської воєн. Весілля відбулося у церкві Святого Августина у Відні 7 січня 1744.
Наступного дня у Листі патентів молодята були призначені штатгальтерами Австрійських Нідерландів і у лютому рушили до нових володінь. Особливих заходів безпеки вони не вживали, незважаючи на те, що від 15 березня Сполучені Провінції перебували у стані війни із Францією. 24 березня на кордоні Нідерландів, у селищі Вествезель, подружжя зустрів повноважний міністр Карл Фердинанд Кьоніґсеґ-Эрпс на чолі загону гусарів. Звідти через Антверпен та Мехелен, зупиняючись для урочистих прийомів, пара рушила до Брюсселя. До столиці правителі успішно прибули 26 березня та були радо зустрінуті народом. Офіційні церемонії включали виконання гімну «Тебе, Бога, хвалимо» та низку балів і бенкетів, про які повідомлялося у газетах. Британські війська, розміщені в країні для оборони від французів, також вітали прибуття штатгальтерів.
Мешкало подружжя у палаці Нассау, куди двір переїхав з палацу Куденберг після пожежі 1731 року. Літньою резиденцією слугував замок Тервюрен поблизу Брюсселя. Консультативний орган Таємна Рада, очолюваний Августіном Буеленсом де Стінхо, розміщувався у Ґранвельському палаці.
Відновлення війни із Пруссією змусило Карла повернутися до війська у Богемію. Він відбув з Брюсселя 4 травня, залишивши дружину, яка чекала на первістка. Допомагати Марії Анні у володарюванні мав князь Венцель Антон фон Кауніц-Ритберг.
26 травня штатгальтерка провела інспекцію британських військ. В кінці того ж місяця французька армія під проводом Адрієна де Ноайля вторглася до Нідерландів. Були захоплені міста Менен, Верне, Іпр, Кортрейк. До Людовика XV був відправлений посланець із проханням миру, яке було відхилене. Втім, ситуація у Сполучених Провінціях швидко змінилася після того, як принц Карл із союзної армією в 70 000 осіб перейшов Рейн. Французькі війська, зрештою, відступили до Страсбура.

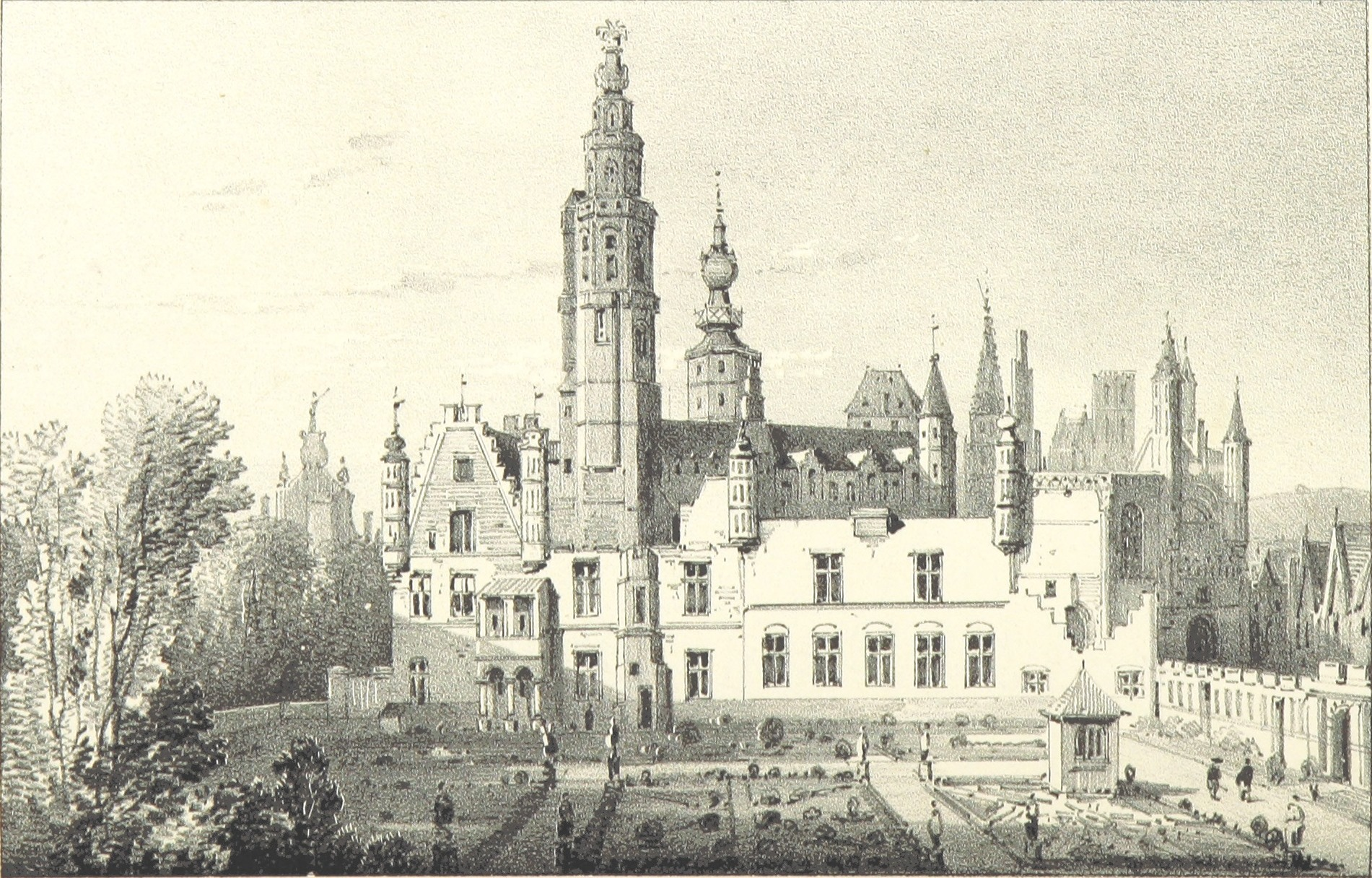
Палац Нассау

Під час відсутності чоловіка Марія Анна листувалася з сестрою-імператрицею. Їхнє листування цікаве з погляду історії, оскільки висвітлює усі дипломатичні відносини того часу.
6 жовтня ерцгерцогиня народила мертву дівчинку і не змогла видужати. Після 9 жовтня з'явилися погрозливі симптоми: жінка почувалася надзвичайно слабкою, її весь час лихоманило. 16 грудня 1744 року штатгальтерка пішла з життя. Карла звістка про смерть дружини знайшла у Відні, невдовзі після його перемоги над прусськими військами. Більше він не одружувався, хоча і мав позашлюбних дітей.
Від початку тіло Марії Анни було поховане поруч з її дитиною в Брюссельському соборі. Однак, за проханням Марії Терезії, його доправили до Відня й піддали «окремому похорону». Тіло ерцгерцогині було поховане у Карловій крипті в Імператорському склепі Капуцинеркірхе у Відні, в той час як серце поміщене в урну № 15 у верхньому ряді крипти сердець Аугустинеркірхе, а кишку — в урну № 30 у Герцогській крипті собору святого Стефана. Поховання пройшло з великою помпою.
Карл Лотаринзький і далі залишався штатгальтером Нідерландів до своєї смерті у 1780 році та був, як і Марія Анна, дуже популярним серед народу. Роль «першої леді» відігравала при брюссельському дворі його сестра Анна Шарлотта Лотаринзька.

## Нагороди
- Орден Зіркового хреста (Священна Римська імперія).